# سیمین (نام کوچک)
سیمین نام کوچک افراد زیر است:
- سیمین غانم
- سیمین آقارضی
- سیمین دانشور
- سیمین بهبهانی
- سیمین علی‌زاده